# Carsten Bohn
Carsten Bohn (* 18. August 1948 in Hamburg, Spitzname CeBee) ist ein deutscher Musiker aus Hamburg und früherer Schlagzeuger der City Preachers sowie einer der Gründer der in den 1970er Jahren populären Band Frumpy. Bekannt ist er vor allem für seine Musik älterer Europa-Hörspiele.

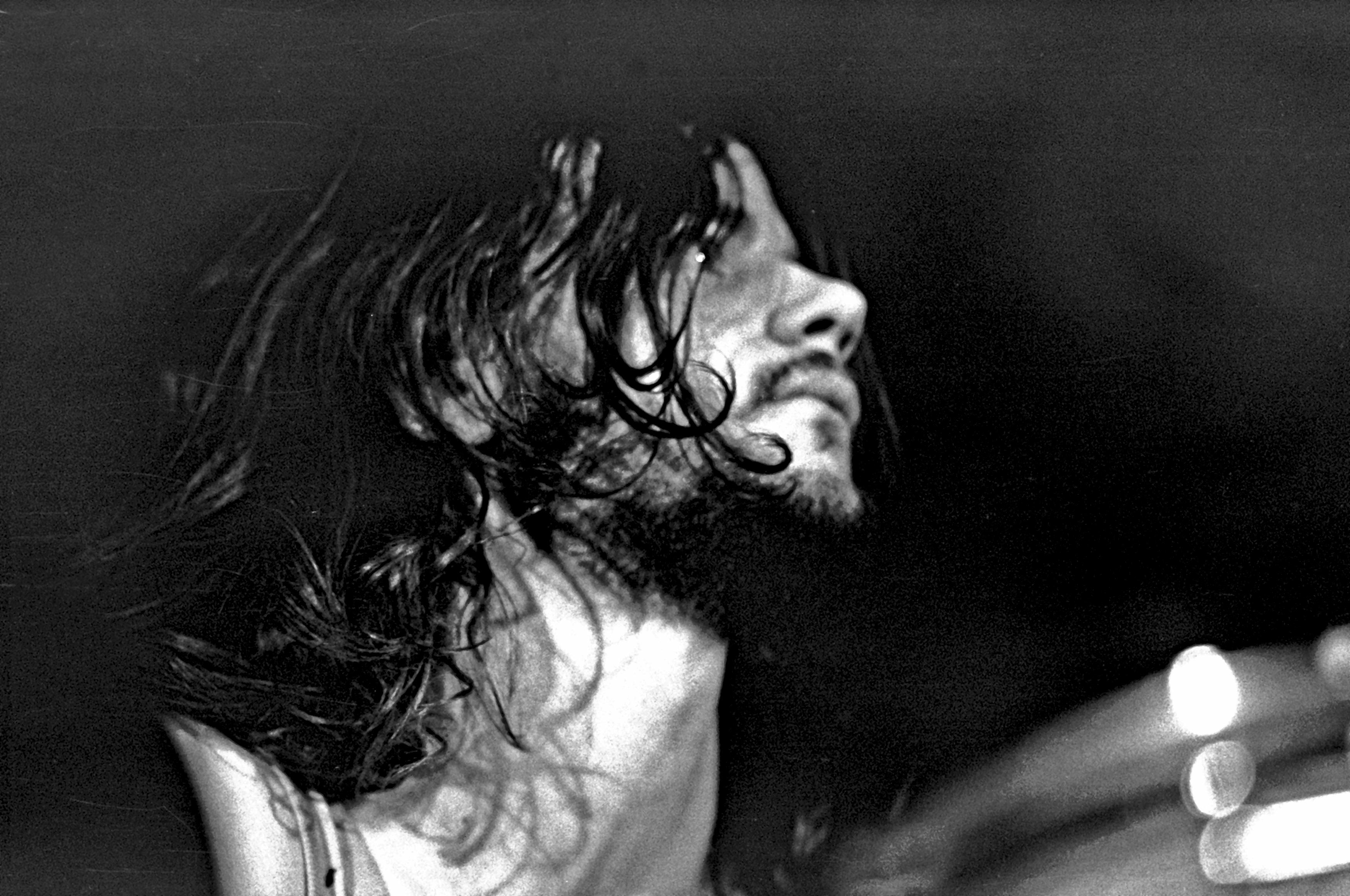
Carsten Bohn bei einem Auftritt mit der Band Frumpy in Hamburg (1971)

Carsten Bohn betreibt das Plattenlabel BigNote-Records; sein Sohn Dennis Bohn ist der Produzent der deutschen Dance-Formation Brooklyn Bounce. Unter anderem betreibt Dennis das Plattenlabel Mental Madness Records.

## Hörspielmusik
Carsten Bohn komponierte von 1979 bis 1983 98 Musikstücke für das Miller-International-Label Europa, von denen 78 Kompositionen in deren bekannten Hörspielserien (Fünf Freunde, TKKG, Die drei ???, H. G. Francis Die Gruselserie [neonfarbene], Larry Brent, Macabros, Flash Gordon, Edgar Wallace, Die Funk-Füchse, Pizzabande u. a.) verwendet wurden. Carsten Bohn singt das Titellied der Fünf-Freunde-Hörspielserie („Wir sind die fünf Freunde – Julian, Dick, Anne und George und Timmy der Hund …“).
1986 wurde recherchiert, dass auf 172 Hörspielen von Europa die Musik von Carsten Bohn zu hören ist (insgesamt 2006 Sequenzen mit einem Durchschnitt von 3:38 min. pro Folge).
2008 komponierte Carsten Bohn exklusiv neue Hörspielmusik für das Hörspiel-Label canora media und deren Umsetzung der Heftromanserie Professor Zamorra aus dem Hause Bastei-Verlag.

### Rechtsstreit mit BMG-Miller
Die Musikstücke wurden von Europa damals u. a. unter dem von Miller International geschaffenen Pseudonym Bert Brac veröffentlicht. Weitere von Miller International geschaffene Sammelpseudonyme sind Ralph Bonda, Phil Moss und Betty George. Diese Pseudonyme wurden auch von Heikedine Körting und Andreas E. Beurmann genutzt.
Seit 1988 streiten Carsten Bohn und Sony BMG als Nachfolgerin der Plattenfirma Miller International vor Gericht um Tantiemen und Urheberrechte. Weder Bohn noch Sony BMG dürfen die alten Musikaufnahmen während des immer noch laufenden Verfahrens verwenden. Seitdem wurden die betroffenen Folgen, mit den alten Abmischungen der Hörspiele, durch Neuabmischungen mit Musikstücken anderer Musiker ersetzt. Bei den Drei ??? betrifft dies z. B. die Folgen 1 bis 39, bei den Fünf Freunden die Folgen 9 bis 21 und bei TKKG die Folgen 1 bis 33.
Die Original-Kassetten bzw. -Schallplatten mit den alten Musik-Abmischungen haben aus diesem Grund zum Teil einen beachtlichen Liebhaberwert, insbesondere die 1982 veröffentlichte Folge 29 aus der Die-drei-???-Serie (Katalog-Nr. 115 929.1 (LP) und 515 929.6 (MC)) und die Folge 15 Horror Pop Sounds aus der neonfarbenen H. G. Francis Grusel-Serie.
Das Fünf-Freunde-Titellied wurde als Produkt pauschal einschließlich aller Verwertungsrechte verkauft und wird daher auch heute noch verwendet.

### „Brandnew Oldies“

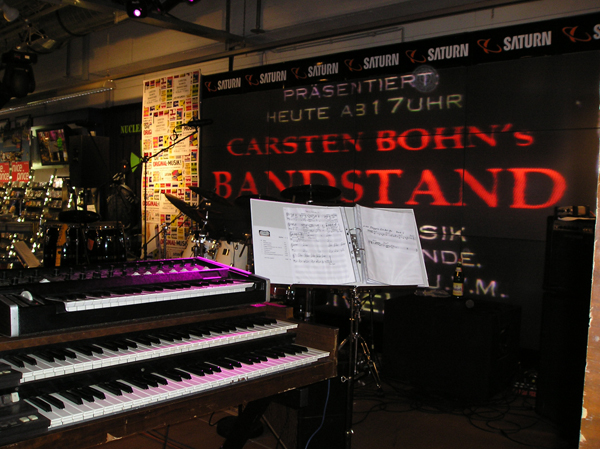
Set beim Saturn-Auftritt am 6. Mai 2005 in Hamburg

Im Oktober 2004 veröffentlichte Carsten Bohn mit Brandnew Oldies Volume 1 die erste CD, auf der er mit seiner Band Carsten Bohn’s Bandstand 18 alte Stücke erstmals in voller Länge neu eingespielt hat. Die Brandnew Oldies Vol. 2 ist im Dezember 2005 erschienen.
Am 31. Oktober 2009 wurde die Brandnew Oldies Vol. 3 veröffentlicht. Zu diesem Anlass fand am selben Tag, — im Anschluss an den Auftritt der Drei-Fragezeichen-Sprecher in der Hamburger Color Line Arena, — Carsten Bohns Veröffentlichungs-Konzert der Brandnew Oldies Vol. 3 im Delphi Showpalast Hamburg statt.
Die Bandstand-Besetzung Stand 2009 war: Carsten Bohn (Schlagzeug/Gesang), George Kochbeck (E-Piano/Keyboards/Orgel), Bernd Schultze (E-Piano/Keyboards/Orgel), Frank Fischer (Bass), Carola Kretschmer (E-Gitarre), Frank Stehle (E-Gitarre), Corinna Ludzuweit (Perkussion).

## Instrumente
In seiner Zeit bei Frumpy spielte Carsten Bohn ein Schlagzeug der Marke Ludwig in dem Finish Black Oyster Pearl und der Konfiguration: 22″-Bass Drum, 13″-Hänge-Tom, 16″-Stand-Tom, 5″ × 14″-Snare, Hi-Hat und drei Becken. Dieses Set war von seinem Farbmuster und der Trommelanzahl her identisch mit dem von Ringo Starr, dem Drummer der Beatles.

## Diskografie

### Frumpy
- 1970: All will be changed
- 1971: Frumpy 2
- 1972: By the Way
- 1972: Frumpy LIVE
- 1990: Now
- 1991: News
- 1995: Frumpy (live '95)

### Diverse Projekte
- 1973: Zabba Lindner – Vollbedienung of Percussion
- 1973: Dennis – Hyperthalamus
- 1974: A. R. Machine – A.R.4
- 1975: Kickbit Information – Bitkicks
- 1979–1983: Hörspiel-Musik für div. Europa-Hörspiele
- 1981: P. Baumann – Repeat Repeat
- 1986: Georgie Red – We’ll Work It Out
- 1987: Georgie Red – Helpless Dancer
- 1999–2007: Diverse TV-Filmmusik-Projekte
- 2008: Hörspiel-Musik Professor Zamorra

### Carsten Bohns Bandstand
- 1977: Humor Rumor
- 1978: Mother Goose Shoes
- 1979: C. B. Radio
- 1993: New York Times (Solo)
- 2004: Brandnew Oldies Volume 1
- 2005: Brandnew Oldies Volume 2
- 2006: Brandnew Oldies LIVE – Limited Fan-Edition (DVD)
- 2007: Brandnew Oldies LIVE, Hamburg, 2.10.2004 (DVD und CD)
- 2009: Brandnew Oldies Volume 3
- 2018: Brandnew Oldies Volume 4
- 2020: Best of Brandnew Oldies (limitierte Vinyl-Edition)
- 2022: Brandnew Oldies I-III (Limited Numbered Edition) (+ 7"-Single) (limitierte Vinyl-Edition)
- 2022: Guitarerro Comedown (Video by Lillebror) (limitierte DVD-ROM-Edition)
- 2023: Brandnew Oldies Vol. IV / Live! / Carsten Bohn's Bandstand Picture Vinyl (limitierte nummerierte Vinyl-Edition)

### Musik für Fernsehfilme & Fernsehserien (Auswahl)
- 1985: Ein Fall für TKKG (Fernsehserie) (nicht namentlich genannt)
- 1998: Die Männer vom K3 (Fernsehserie)
- 2000: Im Fadenkreuz (Fernsehserie)
- 2002: Hochzeit auf Raten
- 2000: Großstadtrevier (Fernsehserie) Staffel 17/Folge 184, Auf schmalem Grat
- 2000: Großstadtrevier (Fernsehserie) Staffel 17/Folge 182, Armer Junge
- 2001: Küss mich, Tiger! (u. a. mit Uwe Ochsenknecht, Regie: Jan Růžička)
- 2005: Liebe wie am ersten Tag
- 2005: Endlich Urlaub!
- 2006: Die Liebe kommt selten allein
- 2008: Annas Geheimnis
- 2008: Die Frau des Frisörs
- 2009: Hoffnung für Kummerow
- 2010: Den Tagen mehr Leben!
- 2011: Pilgerfahrt nach Padua
- 2014: Die Fischerin

## Auszeichnungen
Carsten Bohn wurde am 31. Oktober 2009 für seine komponierten Hörspielmusiken der 1970er und 1980er Jahren für das Label Europa mit 62 Goldenen und 4 Platin-Schallplatten auf einmal ausgezeichnet. Dies hat es in dieser Form in Deutschland bisher noch nie gegeben.
- Die drei ???
  - 29× Gold
  - 3× Platin
- TKKG
  - 19× Gold
  - 1× Platin
- Fünf Freunde
  - 13× Gold